# رترکتور ریشه عصب

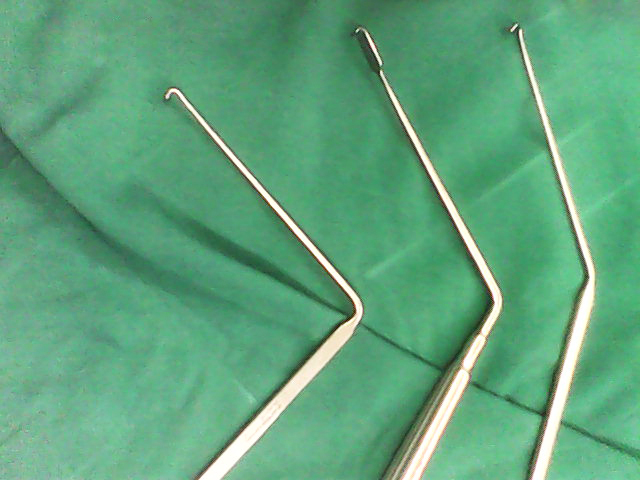
اکارتور ریشه عصب

رترکتور (پس‌کش) ریشهٔ عصب(به انگلیسی: Nerve root retractor)، جهت کنار زدن ریشه‌های عصبی در اعمال جراحی نخاعی و لامینکتومی کاربرد دارد.
- در انواع مستقیم یا دارای انحنا موجود می‌باشد.
- تیغه‌هایی به اندازه‌های ۱۱و ۱۳ میلی متر دارد.[۱]

## نام‌های دیگر
Scoville - Cushing - Love

## در ست‌های جراحی زیر به کار می‌رود
- در اعمال کرانیوتومی نظیر :تومور، آنوریسم، خونریزی‌های ساب دورال و اپی دورال
- لامینکتومی
- استئوتومی و شکستگی‌های فک بالا و پایین
- اعمال ارتوپدی نظیر: سندرم تونل کارپال، کشیدگی عصب اولنار، شکستگی زانو، قطع انگشت پا
- اعمال توراکئوتومی نظیر: لوبکتومی، سگمنتکتومی[۲][۳]